# 京福電気鉄道モボ611形電車

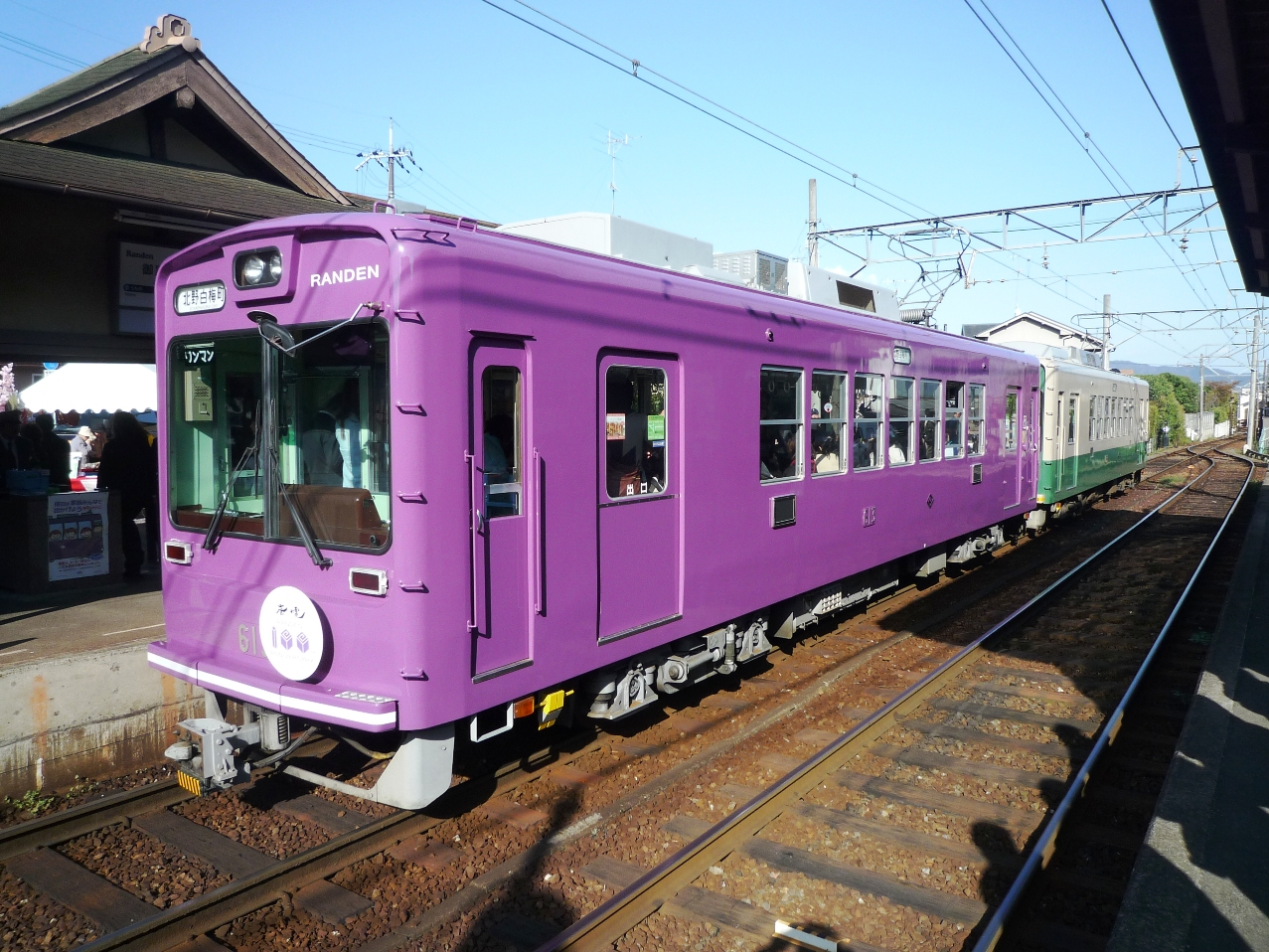
613号車

京福電気鉄道モボ611形電車（けいふくでんきてつどうモボ611がたでんしゃ）は、京福電気鉄道に在籍する路面電車車両。なお、本稿では同形車であるモボ621形電車・モボ631形電車についても記述する。

## 概要

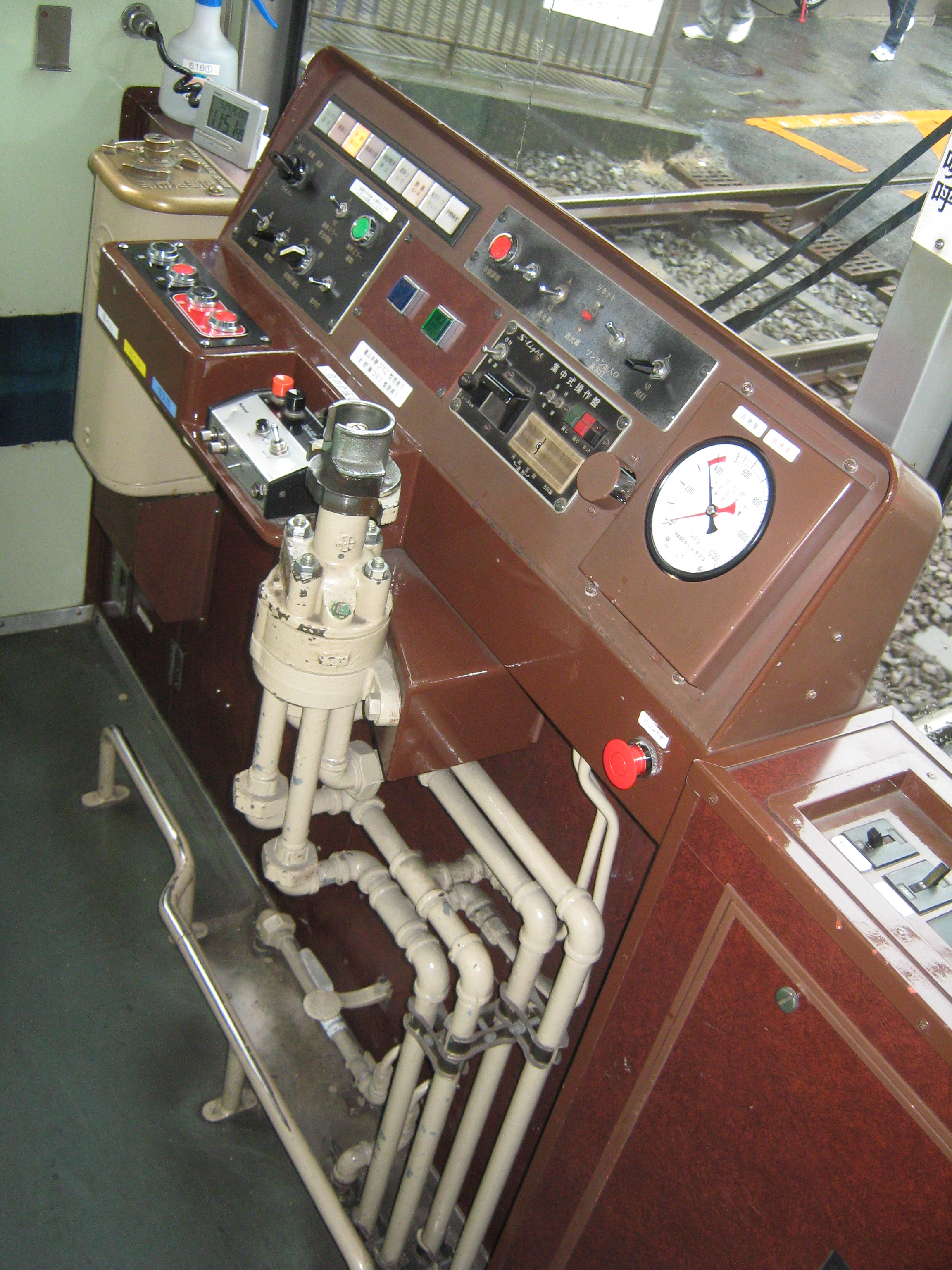
モボ611形運転台

モボ111形などの旧型車の置き換え用に登場した。モボ501形での反省点を考慮している。後に登場するモボ21形・モボ2001形に引き継がれる「新・嵐電スタイル」の車両である。
1990年（平成2年）から1996年（平成8年）までにモボ621形5両・モボ611形6両・モボ631形3両の計14両が武庫川車両工業（現・阪神車両メンテナンス）で製造された。各形式の共通事項は以下の通り。
- 車体は普通鋼製、15m級2扉。客室扉の位置や幅はモボ301形やモボ101形更新車体と同様の前後配置に戻されている。
- 前面窓は細いピラーで分割された2枚窓。
- 前面窓上に前照灯を、下側左右に標識灯を、前照灯左右に行先方向幕とサイドミラーを装備。
- 四条大宮・北野白梅町寄りにパンタグラフを搭載。
- 出入口の車外側にLEDを使った「ワンマン入口」・「ワンマン出口」の文字を表示できる電光板を設置（現在はほとんど使用されていない）。
- 戸袋窓は省略[注 1]。
- 2011年3月25日に嵐電開業100周年を機会とする嵐電の車体色変更の第1弾として613号車が「京紫」色に塗色変更され、現在はモボ611形・モボ621形の全車とモボ631形633号車が2020年10月までにこの塗装に塗色変更されている[注 2]（モボ631形631号車・632号車は後述の理由で「京紫」色に変更されていない）。
- 座席はロングシートで、車椅子スペースが設けられている。シートの色は当初は青色だったが、現在は紫色に変更されている。さらに2014年頃からは、優先席部分のシートが区別されるようになり、優先席前のつり革が交換された。ただし、631号車「江ノ電号」のみ江ノ電キャラクター「えのん」と嵐電キャラクター「あらん」が描かれたシートになっている。
- 製造当初は運転台後部には整理券発行機と運賃箱が設置されていたが、2002年7月1日の均一運賃制移行・スルッとKANSAI導入に伴い、整理券発行機の撤去と、運賃箱に路線バス同様のカード処理機の取り付けが行われた。
- 運用開始時は、625・632・633号車に運賃表示器と一体になった次駅案内表示器が設置されていたが、現在は全車に2連の液晶モニターが設置され、次駅表示や現在位置・運賃などが表示できるようになっている。

### モボ611形
1992年（平成4年）・1993年（平成5年）に611 - 616の6両が製造された。製造に当たってはパンタグラフと主要機器と台車をモボ111形から流用していた（613号車の台車を除く）。台車は2000年以降、612・616号車の台車がモボ501形の503・504号車から捻出された川車BWE12（元はモボ121形から発生したもの）に換装されたが、現在は6両全車がモボ631形と同一の住友FS93に換装されている。また、パンタグラフは6両全車がシングルアーム型に換装されている。
| 車番    | ラッピング         | 備考            |
| ------- | ------------------ | --------------- |
| 611号車 | エルハウジング     | 新方向幕        |
| 612号車 | 京都銀行           | 行き先表示LED式 |
| 613号車 | おちゃのこさいさい | 京紫色第一号車  |
| 614号車 |                    | 新方向幕        |
| 615号車 | 京都銀行           |                 |
| 616号車 |                    | 新方向幕        |

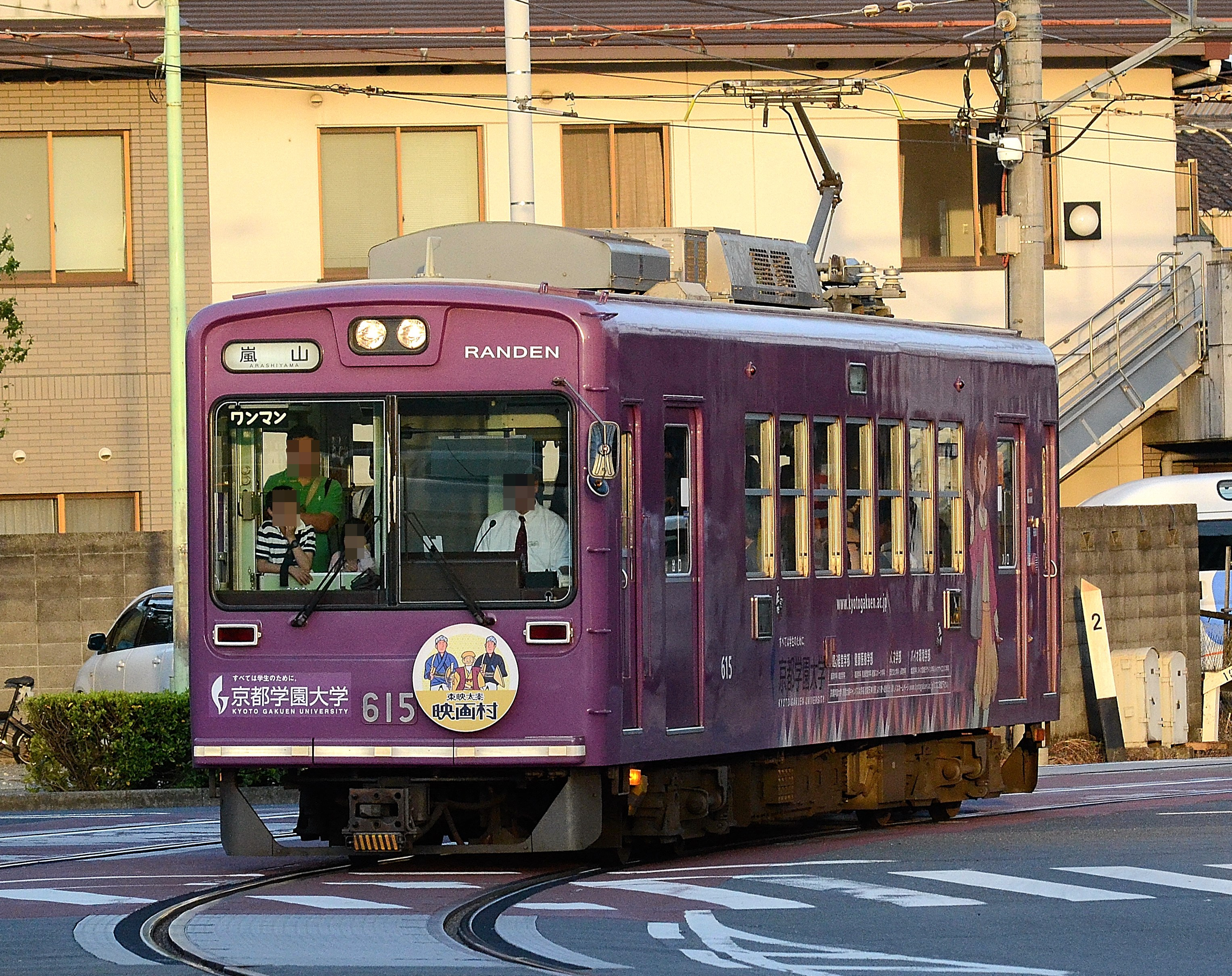
モボ611形615号車（京紫色塗装、京都学園大学ラッピング） 西大路三条駅にて
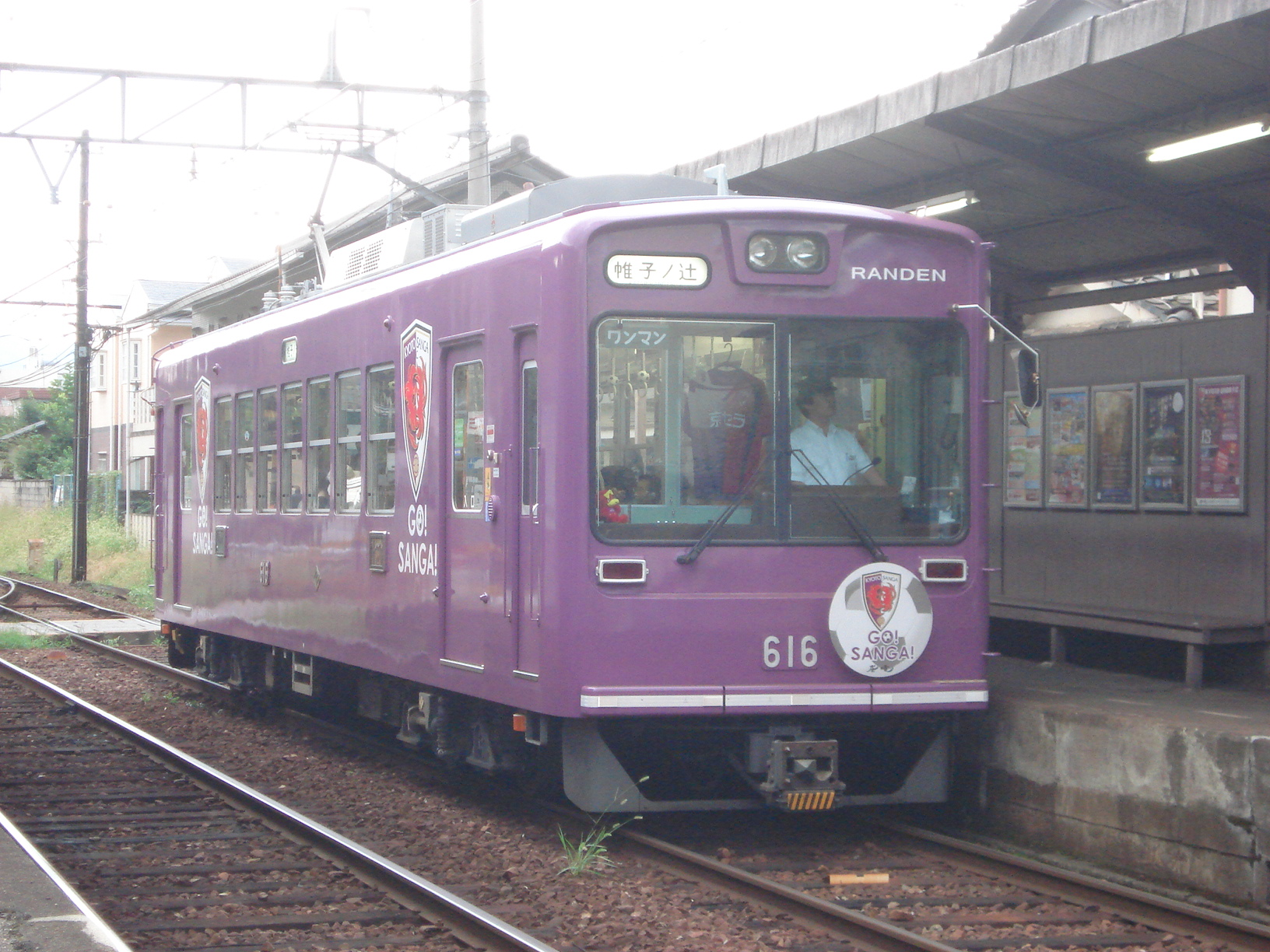
モボ611形616号車（嵐電サンガ号） 等持院駅にて
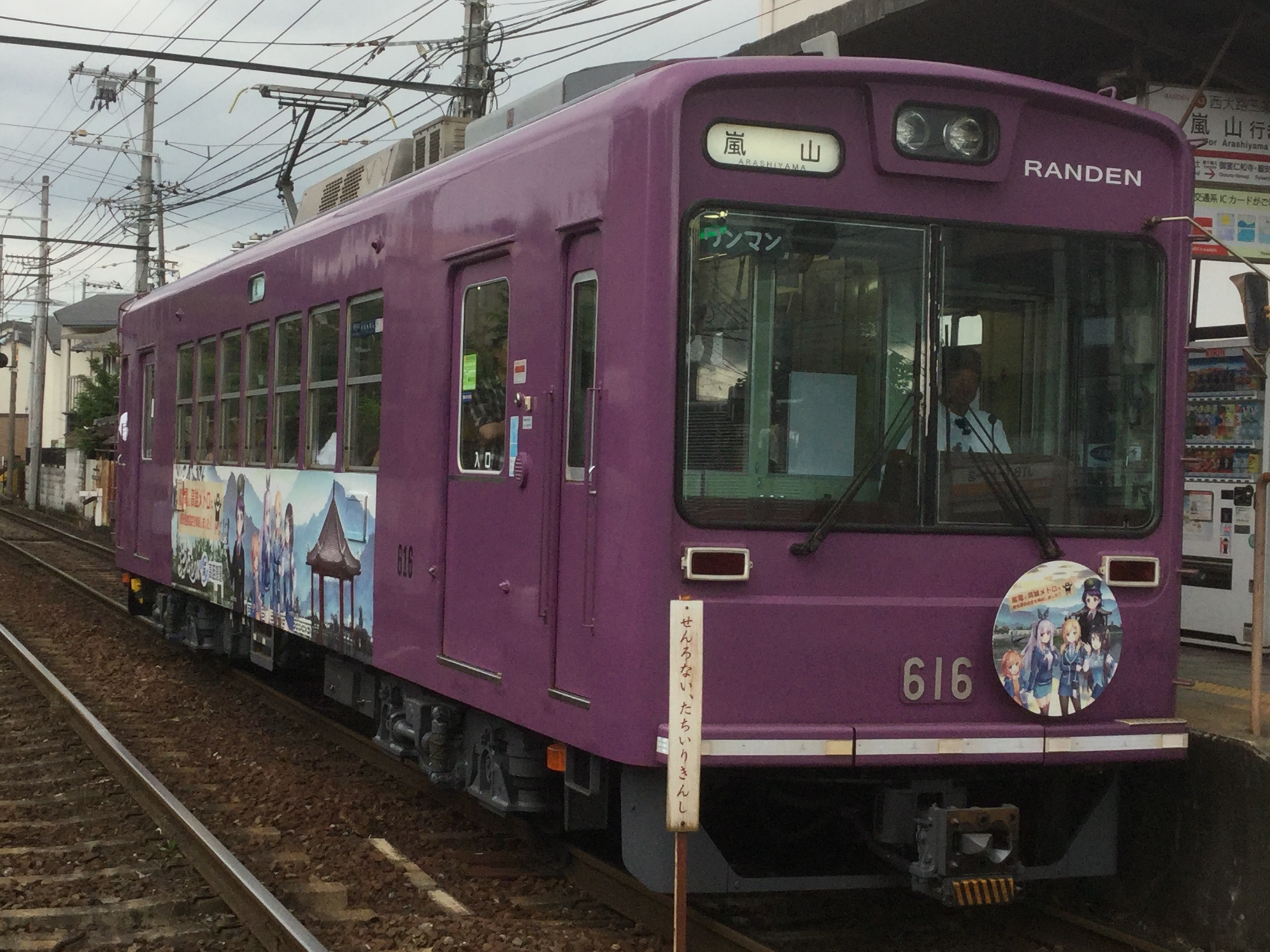
モボ611形616号車（高捷少女ラッピング仕様）西大路三条駅にて（2017年6月より）
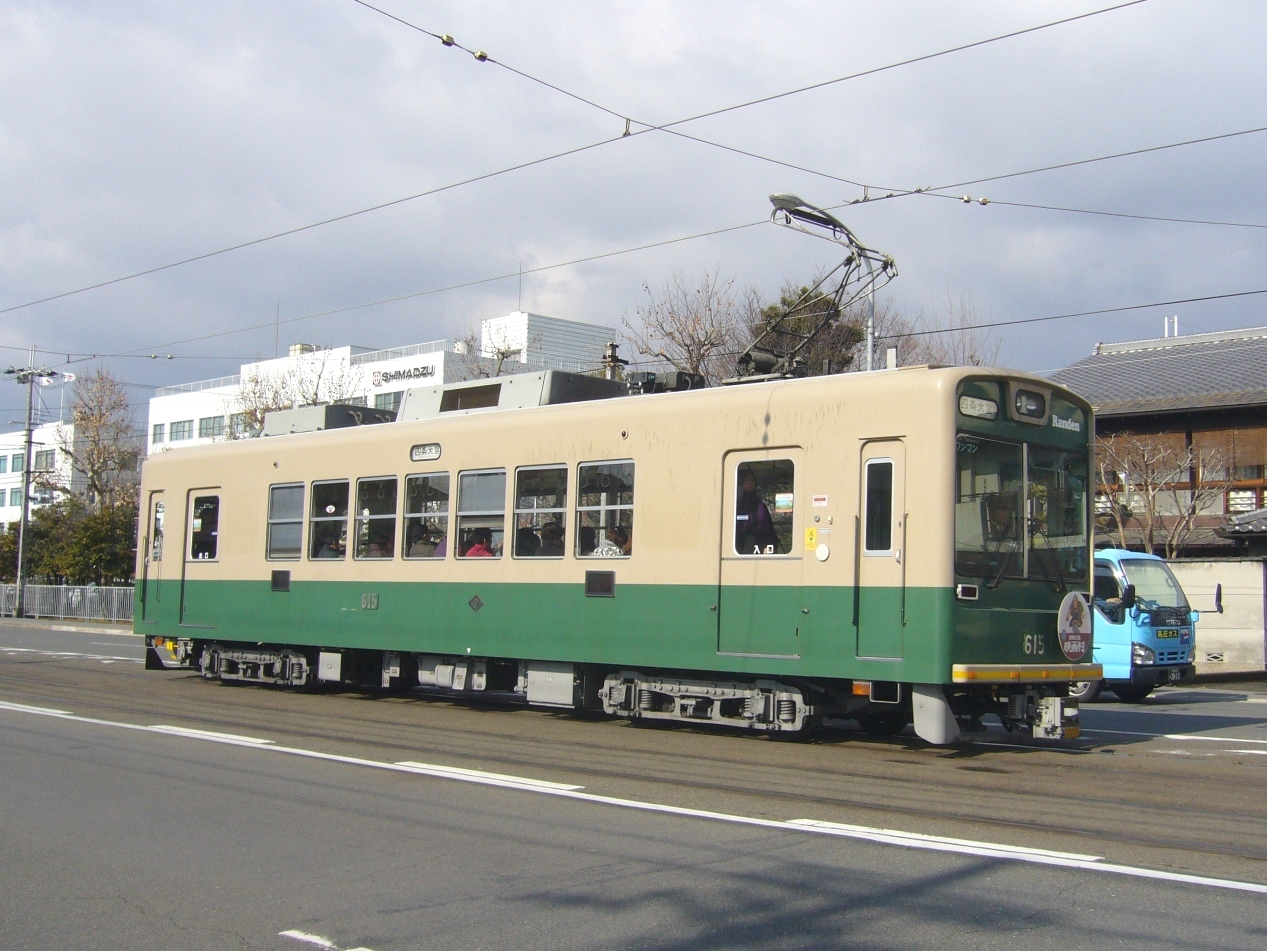
旧塗装時代のモボ611形615号車・西大路三条駅にて 種車オリジナルの住友KS46L台車を使用していた

### モボ621形
1990年（平成2年） - 1996年（平成8年）に621 - 625の5両が製造された。製造に当たり主要機器をモボ121形から流用している関係で、モボ611形との差異はモボ111形とモボ121形のそれに準じている。台車は種車流用であるイコライザー式の川車BWE12であったが、現在は5両全車が他形式と同一の住友FS93に換装されている。また、5両全車のパンタグラフがシングルアーム型に、行き先表示がLED式に換装されている。
なお、「新・嵐電スタイル」を持つ形式中最初に登場した当形式が「モボ621形」であるのは、種車がモボ121形であることに由来し、製造順とは関連がない。モボ21形はこの形式をベースにしており、モボ21形の車番はこの形式の車番の下2桁の続番となっている。

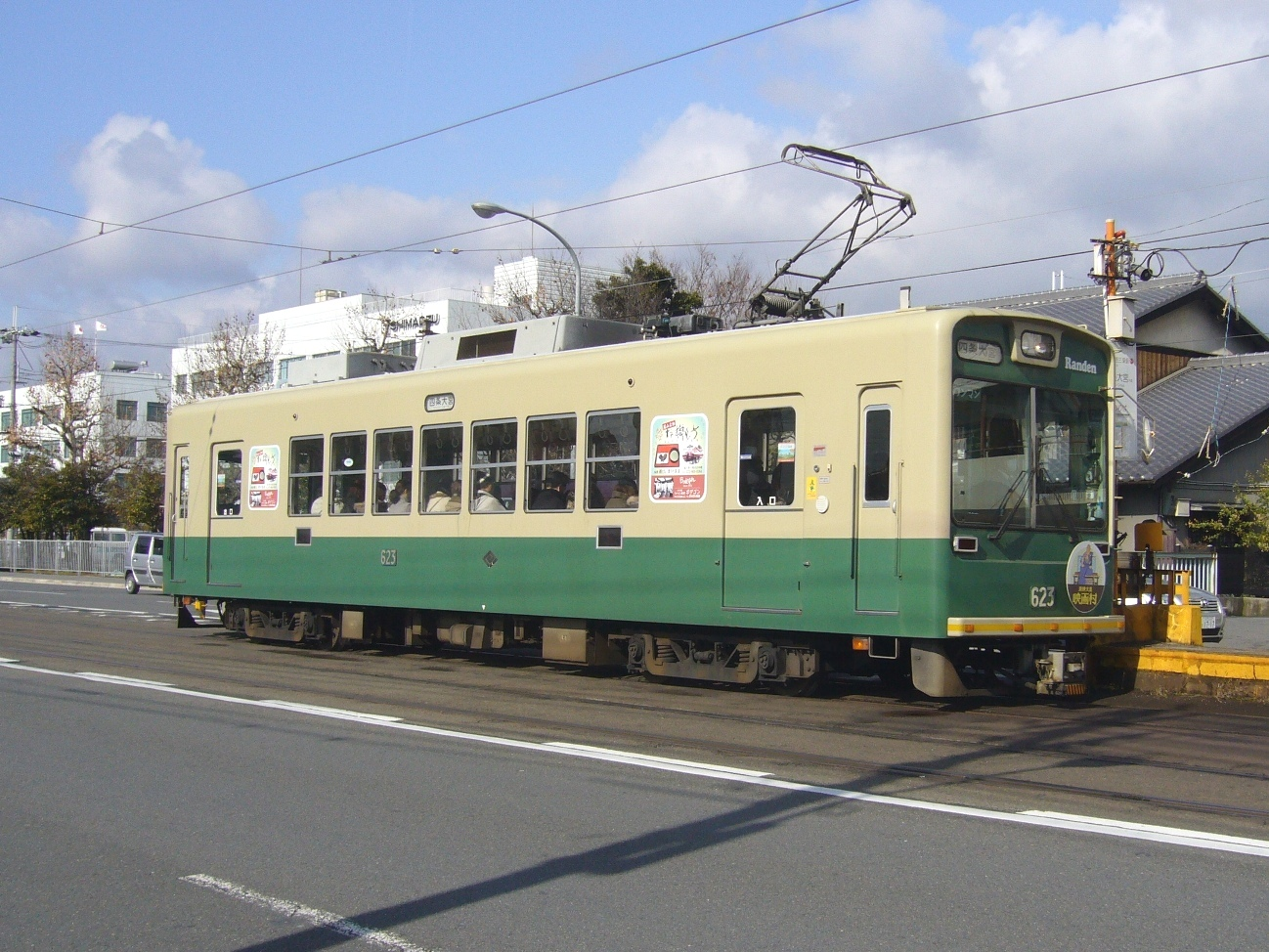
モボ621形623号車（旧塗装） 西大路三条駅にて

| 車番    | ラッピング         | 備考                                           |
| ------- | ------------------ | ---------------------------------------------- |
| 621号車 | オリックスリビング |                                                |
| 622号車 |                    |                                                |
| 623号車 |                    |                                                |
| 624号車 | 夕子号             | 過去には銀魂やリラックマのラッピングが施された |
| 625号車 | すみっコぐらし     |                                                |

- モボ621形623号車（旧塗装）
西大路三条駅にて

### モボ631形
1995年（平成7年）にク201形の代替車両として631 -633の3両が製造されたが、その廃車に先んじて落成している。主要機器はモボ611形・モボ621形と共通するが、台車のみ新製品である住友FS93を履いている。これは主電動機を4個搭載していたモボ121形121 - 124号車が廃車となった際、その主要機器を流用して新製されたモボ621形・モボ21形については制御車牽引の必要がなくなったため主電動機を2個搭載とし、そこから余剰となった主電動機を当形式の新製に当たり転用したためである。
2022年（令和4年）6月現在、631号車が「江ノ電号」、632号車が「夕子号」、633号車が「鳥獣戯画」ラッピングとして運行されている。
631号車「江ノ電号」
2009年10月に江ノ島電鉄との姉妹提携を記念して、631号車が「江ノ電号」として運行されている。提携発表の時には631号車の方向幕を「鎌倉」に変更し、PRを行った。そして、2014年10月に姉妹提携5周年を迎え、リニューアルされた（車体にキャラクターステッカー追加、シートの交換）。さらに2015年春頃にパンタグラフがシングルアーム型に換装された。
| 車番    | パンタグラフ     | 塗装     | 備考                                                                     |
| ------- | ---------------- | -------- | ------------------------------------------------------------------------ |
| 631号車 | シングルアーム型 | 江ノ電号 | 新方向幕                                                                 |
| 632号車 | Z型              |          | 新方向幕 旧・化け電（ゲゲゲの鬼太郎）号（2009年 - 2012年3月） 旧・夕子号 |
| 633号車 | Z型              | 鳥獣戯画 | 新方向幕 旧・夕子号（2012年3月31日 - 2021年9月29日）                     |

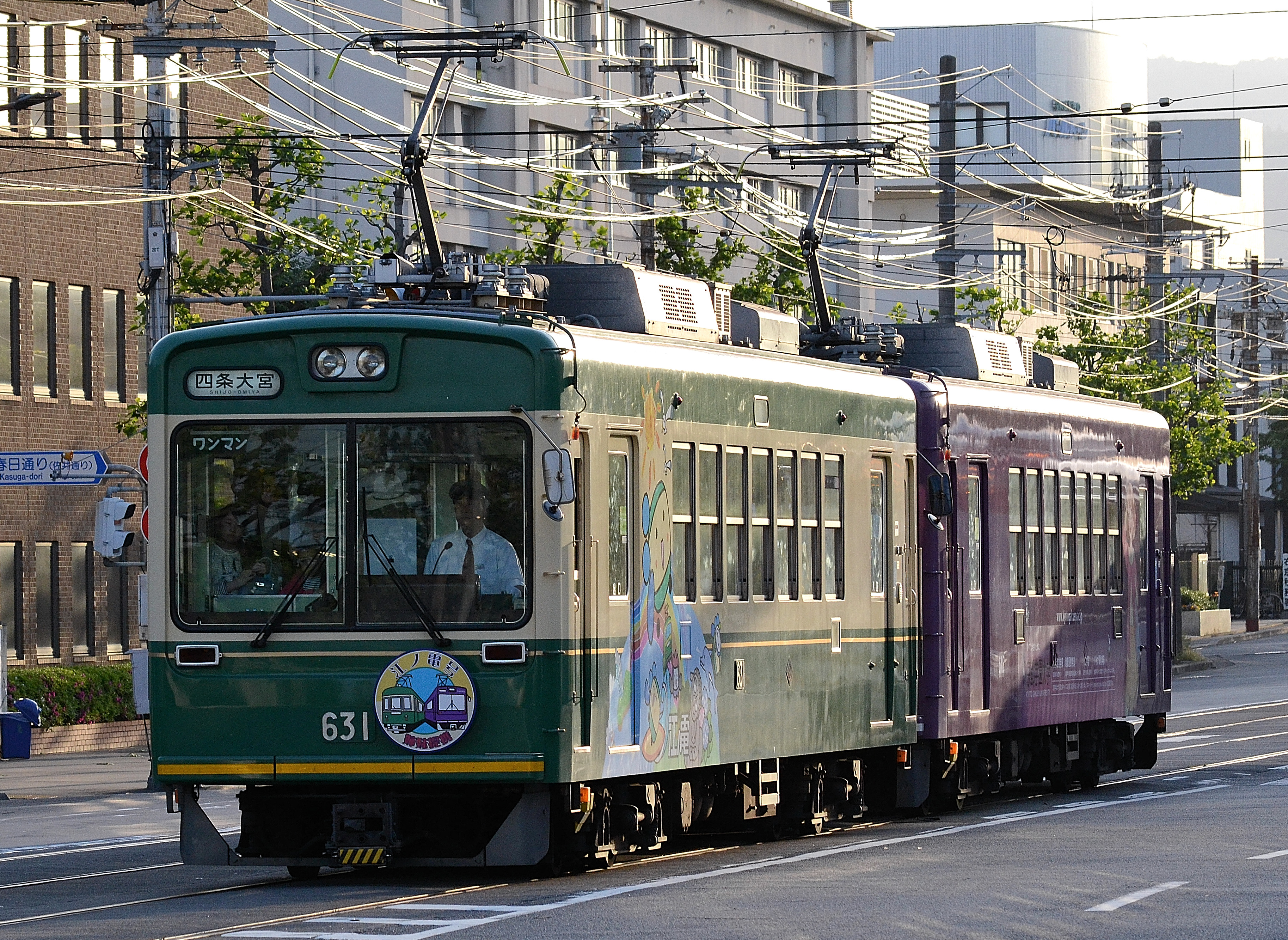
モボ631形631号車 江ノ電号（手前の車両） 西大路三条駅にて
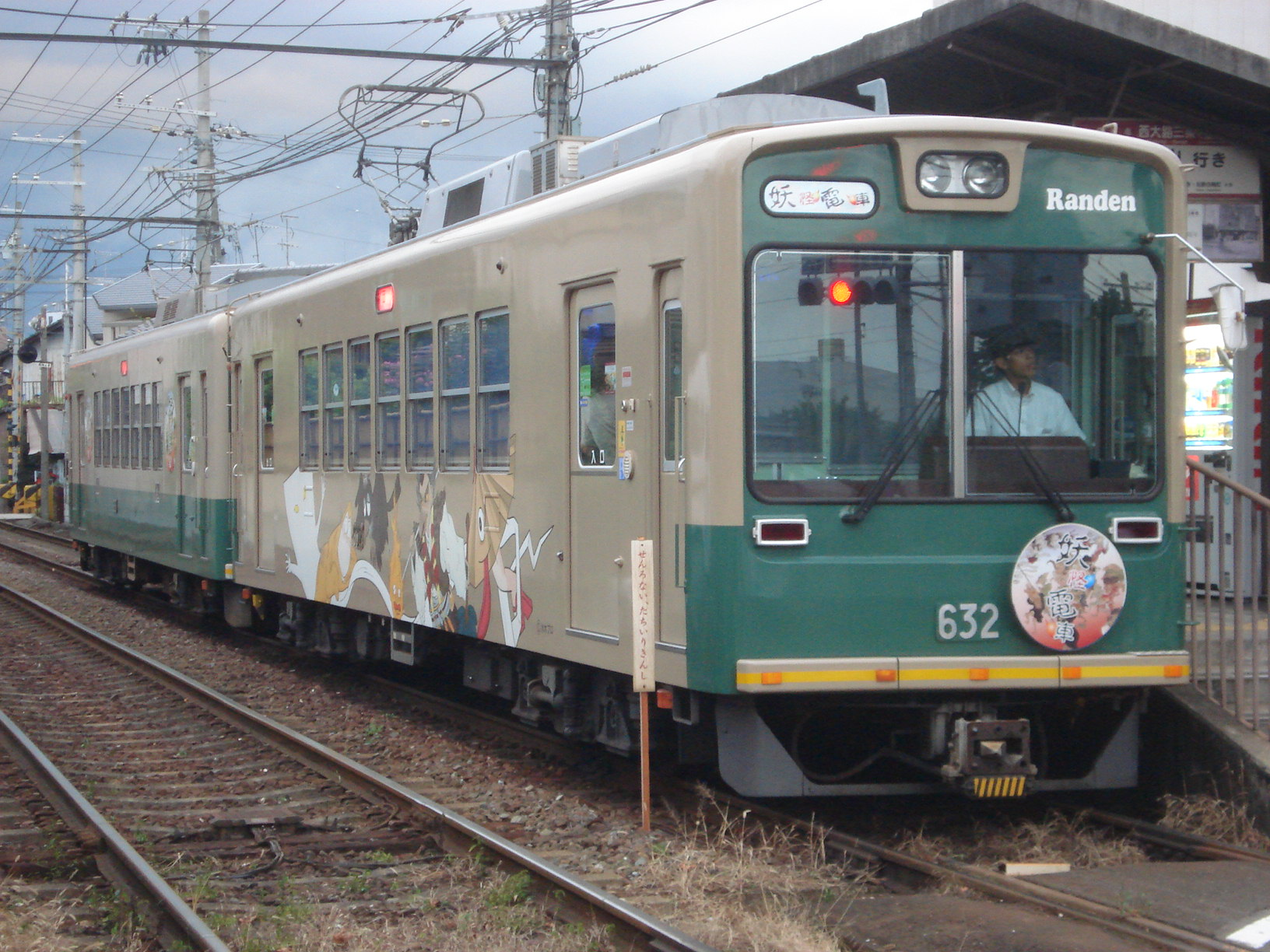
モボ631形632号車 化け電号（当時） 西大路三条駅にて
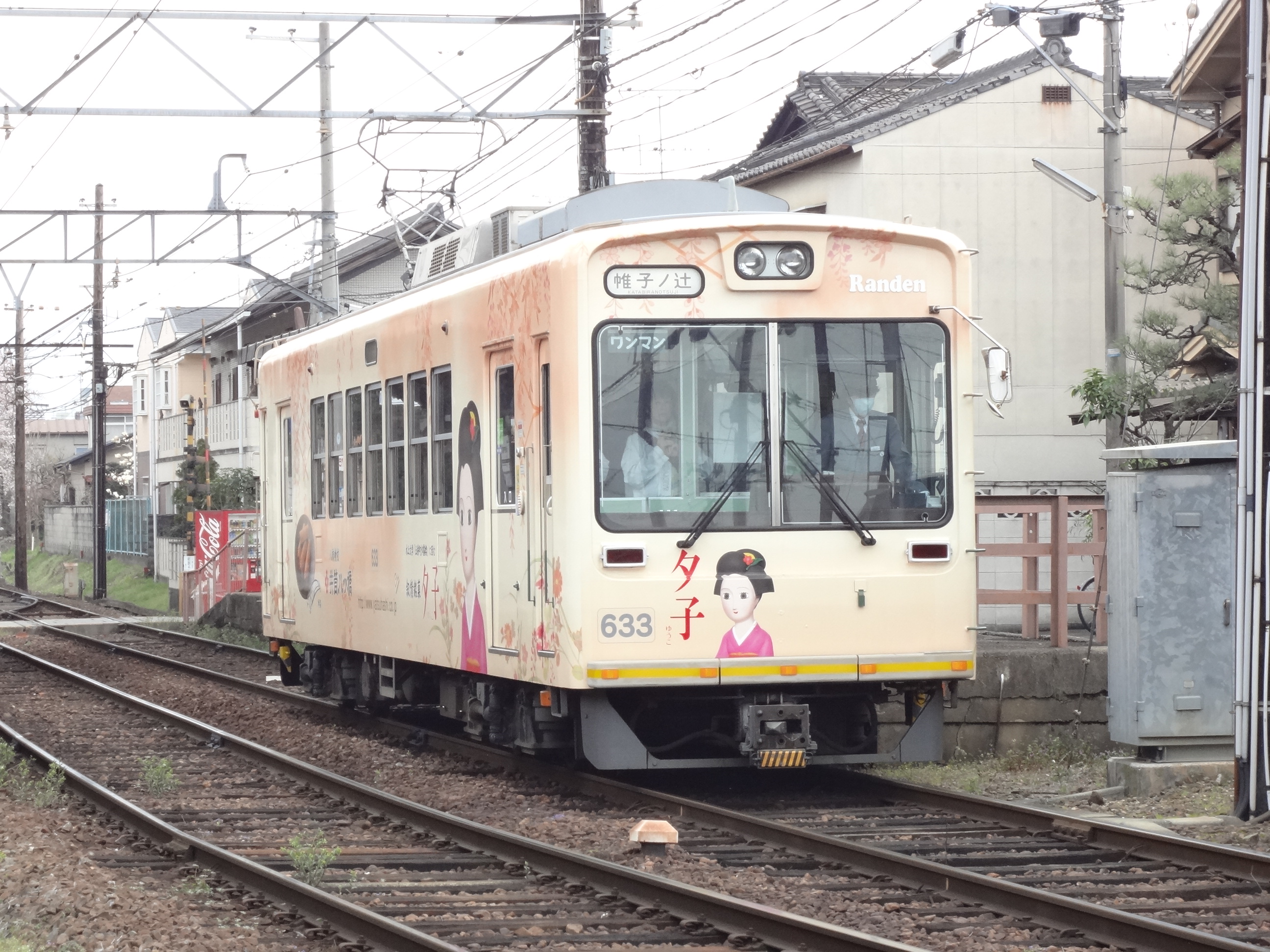
モボ631形633号車 夕子号（当時） 等持院駅-龍安寺駅間にて
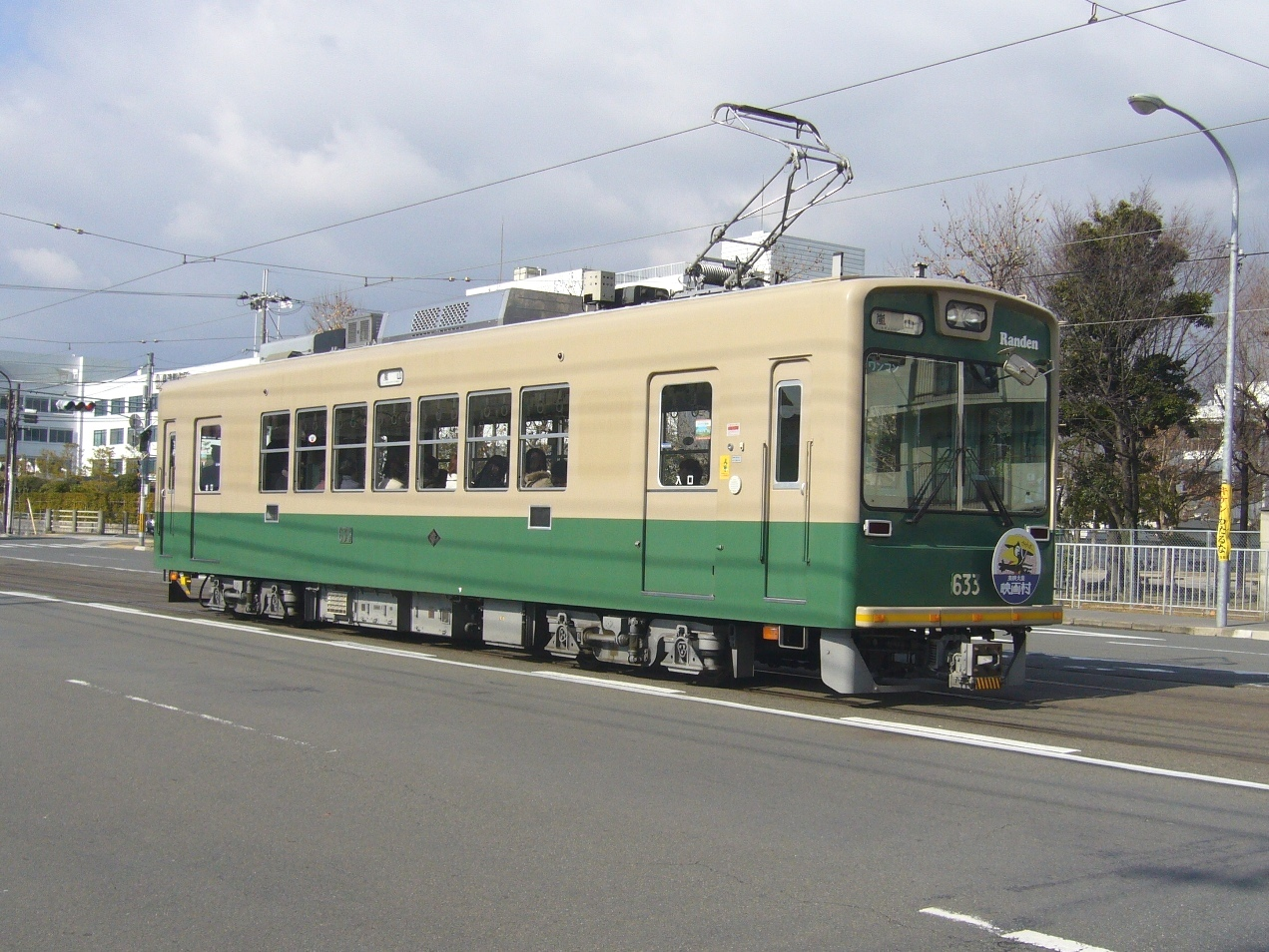
モボ631形633号車（旧塗装） 西大路三条駅にて

## 運用
1990年（平成2年）にモボ621形が、1992年（平成4年）にモボ611形が、1995年（平成7年）にモボ631形がそれぞれワンマン運用で運転開始した。
2018年（平成30年）5月現在、嵐山本線四条大宮 - 嵐山間、北野線北野白梅町 - 帷子ノ辻間の全線で運用されている。